# Udo Pini
Udo Pini (* 1941) ist ein deutscher Herausgeber und Autor. Er schrieb für das Zeitmagazin, das FAZ-Magazin und Der Feinschmecker.

## Werdegang
Pini machte sein Abitur 1960 am Johanneum in Hamburg. Er erlernte nach dem Studium von Literatur- und Theaterwissenschaften, Publizistik und Slawistik das journalistische Handwerk. Seit 1968 lebt und arbeitet er als Journalist in Hamburg. 1970 war er Gründungsredakteur beim Zeitmagazin. 1971 erfand er mit Peter Karl das Rätsel Um die Ecke gedacht. 1980 wurde er Gründungsredakteur beim FAZ-Magazin.
Seit 1986 hat er sein eigenes Redaktionsbüro in Hamburg und gab diverse Veröffentlichungen heraus, überwiegend um die Themen Rätsel, Hamburg und Kulinarik. Er war weiter als Rätselspezialist tätig, so für den Stern und Die Woche.
Im Jahr 2000 erschien sein über 1000-seitiges Gourmet-Handbuch, für das er acht Jahre mit seinem Team recherchiert hatte.

## Veröffentlichungen
- Gurkenstein. Wortspiele aus dem Frankfurter Allgemeine Magazin. Ullstein Verlag 1986, ISBN 3-548-34340-6.
- Hamburg. Hoffmann und Campe 1992.
- Leibeskult und Liebeskitsch. Erotik im Dritten Reich. Klinkhardt & Biermann, München 1992, ISBN 3-7814-0311-4.
- 125 Jahre NRV. NRV, Hamburg 1994.
- Zu Gast im alten Hamburg. Hugendubel 1997, ISBN 3-88034-350-0.
- Vexierbilder. Ullstein 1997, ISBN 3-548-34361-9.
- Harz. Marco Polo Reiseführer. MairDumont, Ostfildern 1998, ISBN 3-89525-308-1.
- Kreuzwort für Intelligente. 50 Rätsel aus dem FAZ-Magazin. Hanseatische Edition, Hamburg 1999, ISBN 3-921554-29-2.
- Marco Polo, Die tollsten Hotels in Deutschland. MairDumont, Ostfildern 2000, ISBN 3-89525-089-9.
- Gourmet-Handbuch. Koenemann, Königswinter 2000, ISBN 3-8290-1443-0.
- Beer. Feierabend Verlag 2003, ISBN 3-936761-56-6.
- Whiskey. Feierabend Verlag, Köln 2003, ISBN 3-936761-18-3.
- Welt - Weinkarte. Ullmann 2006, ISBN 3-8331-1586-6.
- Das Gourmet Quiz: Ein Menü Suprise in 365 genüsslichen Gängen. Fackelträger Verlag, Köln 2007, ISBN 978-3-7716-4354-6.
- Das Bio-Food Handbuch. h.f. ullmann, Potsdam 2014, ISBN 978-3-8480-0295-5.